# Nhật ký của mẹ
"Nhật ký của mẹ" (tựa tiếng Anh: "Mom's Diary") là một bài hát do nhạc sĩ Nguyễn Văn Chung sáng tác và sản xuất, được hòa âm phối khí bởi nhạc sỹ Tuấn Mario và từng được Hiền Thục thể hiện thành công ca khúc này. Ca khúc được viết vào năm 2008, phát hành online cuối năm 2011 và phổ biến với MV mang nội dung câu chuyện về tình yêu của người mẹ dành cho con mình từ lúc mới chào đời đến khi trưởng thành, khắc họa bởi những bức tranh cát chuyển động liên tục. Đây là ca khúc đơn có thời lượng dài đến 8 phút đã được trình diễn nhiều lần qua sóng truyền hình. Nhật ký của mẹ cũng được coi là một sáng tác đương đại về chủ đề tình cảm gia đình gây ấn tượng và có sức lan tỏa trong những năm gần đây.
"Nhật ký của mẹ" nhận phản hồi tích cực bởi các nhà phê bình âm nhạc. Tại Giải Cống hiến lần thứ 8 năm 2013, ca khúc đã nhận được một đề cử quan trọng trong hạng mục "Bài hát của năm".

## Bối cảnh thu âm và phát hành
Xuất phát từ ý tưởng là quà tặng sinh nhật mẹ của mình, vào năm 2008 Nguyễn Văn Chung đã mong muốn có một sáng tác mang góc nhìn khác với những ca khúc về mẹ quen thuộc với khán giả bấy lâu. Anh quyết định chọn lọc lời nhạc như những trang nhật ký của người mẹ dõi theo con mình qua tháng năm. Nguyễn Văn Chung mất 3 ngày để suy ngẫm, sửa câu từ và hoàn tất sáng tác vào 5h sáng ngày thứ 4. Bài hát với lời gồm 6 trang nhật ký xuyên suốt những xúc cảm của người mẹ khi mang thai, sinh nở, con tập nói, tập đi, đến trường, có tình cảm với người khác giới và trưởng thành rồi đi làm xa.
Ngay ban đầu, Nguyễn Văn Chung đã chọn người thể hiện ca khúc là Hiền Thục, mặc dù lúc đó anh chưa quen biết cô. Đến năm 2011, hai người gặp gỡ nhau trong phòng thu và Hiền Thục phải mất khá nhiều thời gian để thu âm khi bài hát thường khiến cô bật khóc giữa chừng. Bản audio của Nhật ký của mẹ phát hành cuối năm này và nhanh chóng gây được chú ý trên thị trường. Sau thành công ban đầu, với mong muốn ca khúc được phổ biến rộng rãi hơn đến khán giả, Nguyễn Văn Chung đã phát hành single Nhật ký của mẹ với MV minh họa bởi tranh cát do chính anh thể hiện. Anh cho biết: "Cát là vật thể gắn liền với biển, là hình ảnh tượng trưng cho tình yêu bao la của mẹ, không gì đo đếm hết. Hình ảnh đó xuyên suốt trong những bài nhạc hay bài thơ của chúng ta từ trước đến giờ. Những hình vẽ trên cát sẽ thể hiện được sự đổi thay của dòng thời gian, nhưng dù có bao lâu đi nữa, thì cát và biển vẫn thế, như tình mẹ dành cho chúng ta không bao giờ vơi đi".
Nguyễn Văn Chung là nhạc sĩ đầu tiên tại Việt Nam có ý tưởng và tự thực hiện việc vẽ tranh cát minh họa cho ca khúc của chính mình. Anh đã tìm đến nghệ nhân Trí Đức để theo học cấp tốc cơ bản về cách vẽ, bố trí hình ảnh, chuyển đổi và liên kết hình ảnh thành một câu chuyện xuyên suốt bài hát.. MV Nhật ký của mẹ sau khi phát hành trên các trang mạng xã hội vào tháng 3 – 2012 đã bất ngờ thu hút hàng triệu lượt xem và nhận về nhiều đồng cảm từ người nghe. Thành công của bài hát được nhận định đến từ phần lời giản dị, MV tranh cát kinh phí thấp nhưng sống động, và trình diễn cảm xúc của giọng hát Hiền Thục.
Đoạn điệp khúc của bài hát có phần giống với bản hoà tấu Sad romance dành cho đàn violin trong tổ khúc Secret Garden của soạn giả Hàn Quốc Ji Pyeong Kwon (Đoạn "Này con yêu ơi, con biết không? Mẹ yêu con, yêu con nhất đời!").

## Tiếp nhận
Nhật ký của mẹ được ghi nhận là một trong những ca khúc tiêu biểu của năm 2012. Không có quá nhiều mới lạ và thử nghiệm trong sáng tác nhưng với ca từ giản dị, chân thực, giai điệu nhẹ nhàng đánh vào tâm lý người nghe khi viết về cảm xúc của một người mẹ với con của mình, ca khúc đã nhanh chóng được đón nhận. Ca khúc có đề cử cho hạng mục Bài hát của năm ở hầu hết các giải thưởng âm nhạc như Bài hát yêu thích, Cống hiến, Làn sóng xanh (album của năm), Zing music award, Mai Vàng.
Tuy vậy Nhật ký của mẹ chỉ nhận về một giải thưởng chính thức Bài hát yêu thích tháng 7 trong chương trình Bài hát yêu thích.
Nhật ký của mẹ cũng được đánh giá là một trong những sáng tác về chủ đề tình cảm gia đình gây ấn tượng và có sức lan tỏa trong những năm gần đây. Bản thân Nguyễn Văn Chung từng nhận định Nhật ký của mẹ là sáng tác thành công nhất trước giờ của anh, vốn được biết đến như một nhạc sĩ trẻ thường viết những bản tình ca pop ballad. Ca khúc cũng là một trong những hit của Hiền Thục.
Năm 2013, ca khúc nhận được giấy khen của Cục Nghệ thuật biểu diễn về tính nhân văn và ý nghĩa giáo dục của bài hát.
Năm 2014, "Nhật ký của mẹ" được nhạc sĩ người Nhật Yoshimoto Kayo dịch sang lời Nhật và thể hiện bởi ca sĩ gốc Việt Hải Triều, gây nên một làn sóng lan tỏa tại Nhật.
Năm 2015, ca khúc nằm trong album "The Best Of Ballroom Music - Vol 36" - tức "Tuyển tập ca khúc khiêu vũ hay nhất - số 36" của trung tâm Casa Musica (Đức). Đây là album nằm trong loạt CD dành cho giới khiêu vũ, và là sự lựa chọn mang tính chủ quan của hãng Casa Musica mà không đến từ một bảng xếp hạng uy tín nào. Tuy vậy, một ca khúc Việt được chọn lựa vào tuyển tập này cũng nên được xem là điều đáng quý, chứng tỏ độ "phủ sóng" của ca khúc đã vượt ra khỏi biên giới và nhận được sự yêu mến nhất định. Nhạc sĩ Nguyễn Văn Chung cũng cho biết anh rất vui mừng và hãnh diện khi "Nhật ký của mẹ" có dịp lan rộng đến những thị trường xa hơn.

## Ngôn ngữ khác
Bên cạnh phiên bản gốc là tiếng Việt, bài hát có thêm 1 ngôn ngữ khác.
| STT | Ngôn ngữ   | Tiêu đề  | Biên dịch        | Biểu diễn |
| --- | ---------- | -------- | ---------------- | --------- |
| 1   | Tiếng Nhật | 母の日記 | "Nhật ký của mẹ" | Hải Triều |

## Trình diễn trực tiếp
Là một bài hát có thời lượng dài đến 8 phút, ca từ lặp lại nhiều lần nên khi hoàn thành sáng tác, tác giả từng cho rằng Nhật ký của mẹ sẽ khó được đưa lên biểu diễn trên sân khấu và truyền hình. Ca khúc được Hiền Thục thể hiện lần đầu tiên tại liveshow "Ký Ức 10 Năm Âm nhạc" của Nguyễn Văn Chung vào ngày 27/10/2011 và sau đó trình diễn nhiều lần trên sóng truyền hình. Ca từ của bài hát đã khơi gợi tình cảm của một người mẹ đơn thân dành cho con gái của mình như Hiền Thục, khiến cô thường bật khóc trên sân khấu khi thể hiện.